# الشركة الكويتية للعطريات
الشركة الكويتية للعطريات هي شركة كويتية مساهمة تأسست في عام 2004 برأس مال مدفوع 250 مليون دينار كويتي، وهي صاحبة أول مشروع كويتي مشترك للبتروكيماويات بين القطاع الخاص والعام، وهو الشركة الكويتية لإنتاج البرزايلين.

## المساهمون
- تمتلك شركة البترول الوطنية الكويتية في «العطرية» نسبة 60% من رأس المال.
- تمتلك شركة صناعة الكيماويات البترولية نسبة 20%.
- تمتلك شركة القرين لصناعة الكيماويات البترولية نسبة 20%.

## الشركات التابعة
تمتلك «العطرية» نسبة 57.5% من الشركة الكويتية للستايرين، وتمتلك بالكامل الشركة الكويتية لإنتاج البرزايلين.